# Тіц
Тіц (нім. Titz) — сільська громада в Німеччині, знаходиться в землі Північний Рейн-Вестфалія. Підпорядковується адміністративному округу Кельн. Входить до складу району Дюрен.
Площа — 69 км2. Населення становить 8617 ос. (станом на 31 грудня 2020).